# Wyżni Jagnięcy Przechód
Wyżni Jagnięcy Przechód (słow. Vyšná Jahňacia priehyba) – szeroka przełęcz w słowackiej części Tatr Wysokich, położona w górnej części Jagnięcej Grani – północno-zachodniej grani Jagnięcego Szczytu. Oddziela Wielką Jagnięcą Basztę na północnym zachodzie od głównego wierzchołka masywu Jagnięcego Szczytu na południowym wschodzie.
Przełęcz jest płytka i trawiasto-piarżysta i znajduje się tuż obok wierzchołka Wielkiej Jagnięcej Baszty. Południowo-zachodnie stoki Jagnięcej Grani opadają tu do Doliny Kołowej, natomiast północno-wschodnie – do Jagnięcego Kotła w Dolinie Skoruszowej.
Podobnie jak cała Jagnięca Grań, Wyżni Jagnięcy Przechód jest niedostępny dla turystów i taterników – wspinaczka obecnie jest tutaj zabroniona. Najdogodniejsze wejście na przełęcz prowadzi od południa z Kołowej Przełęczy, najtrudniejsza jest trasa z Jagnięcego Kotła.
Pierwsze znane wejścia:
- letnie – Martin Róth z towarzyszem, lipiec 1858 r.,
- zimowe – Stanisław Hiszpański, 2 kwietnia 1928 r.[2]